# Horst Tappert
Horst Tappert (Elberfeld, 26 maggio 1923 – Planegg, 13 dicembre 2008) è stato un attore tedesco, famoso soprattutto per avere interpretato il ruolo di Stephan Derrick nel
telefilm L'ispettore Derrick.

## Biografia
Figlio di Julius Tappert (1892-1957), un portalettere, e di Ewaldine Röll (1892-1981), una casalinga, Tappert nacque nel 1923 a Elberfeld, all'epoca comune autonomo (nel 1930 fu unita ad altre quattro borgate limitrofe per creare la città di Wuppertal).
Dopo la scuola elementare, dal 1937 al 1940 fece l'apprendistato in amministrazione aziendale. Interruppe tuttavia la formazione nel 1940, all'età di 17 anni, allorché fu richiamato al servizio militare obbligatorio nella Wehrmacht.
Frattanto era scoppiata la seconda guerra mondiale e Tappert vi prese parte arruolandosi nelle Waffen-SS; inquadrato come granatiere di grado SS-Schütze (il più basso della gerarchia), fu impiegato inizialmente in un'unità antiaerea a Bad Arolsen, per poi essere trasferito nel 1943 presso la 3. SS-Panzerdivision "Totenkopf" di stanza in Russia; la circostanza, mai rivelata dall'attore, fu scoperta casualmente nel 2013 dal sociologo Joerg Becker. In seguito a ciò nel luglio 2016 si vociferò che l'emittente ZDF avesse deciso di non trasmettere più alcuna replica dei telefilm, ma prontamente la stessa emittente smentì.
Inoltre, nel 2013, il ministro della Baviera comunicò al settimanale Der Spiegel che si stava valutando la revoca del titolo onorario di Ispettore di Polizia, conferito a Tappert nel 1980.
Suo commilitone nella "Totenkopf" fu l'autore Herbert Reinecker, ovvero colui che successivamente avrebbe ideato la serie di Derrick.

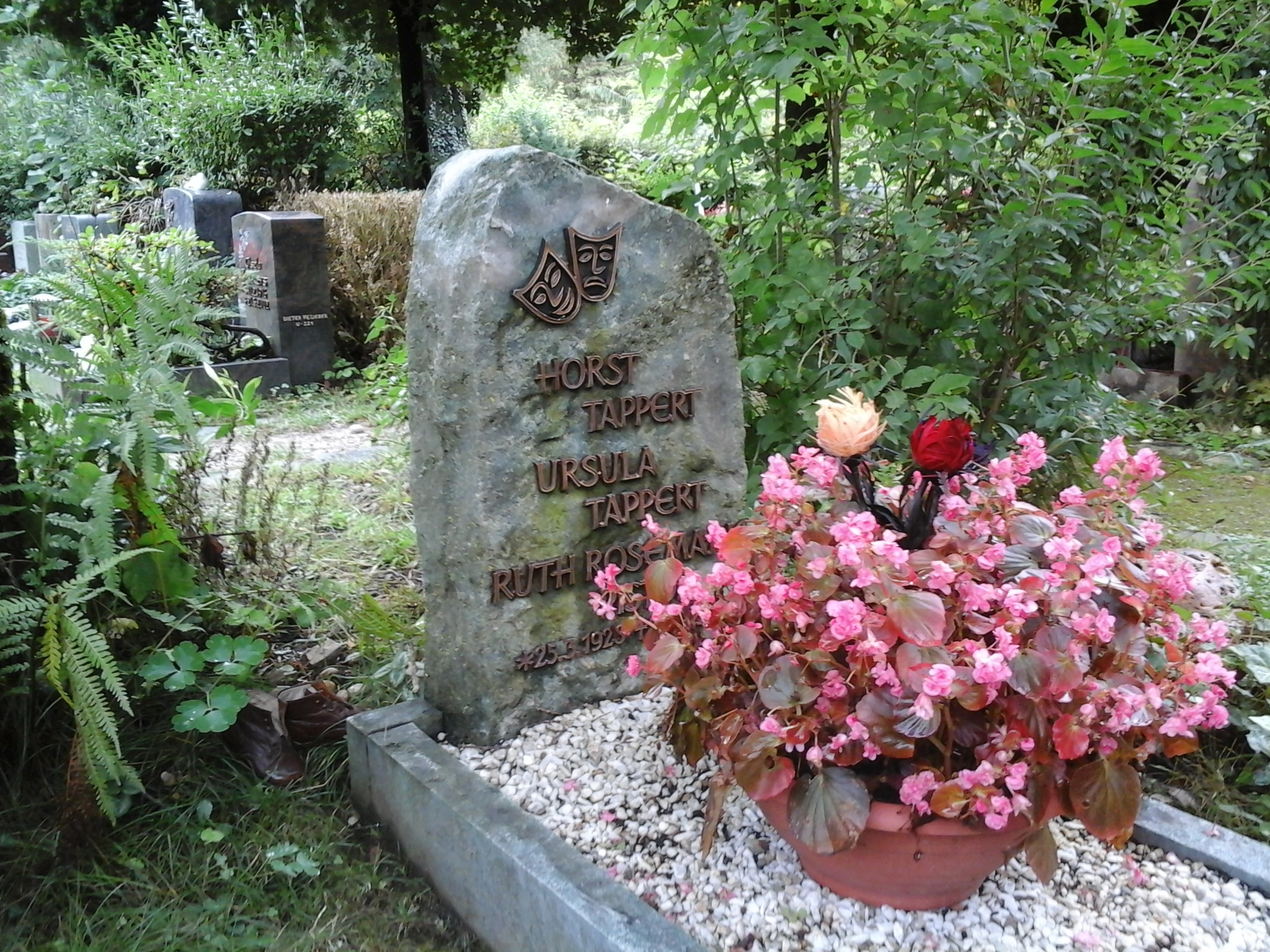
Tomba di Horst Tappert

Nel periodo postbellico Tappert mantenne sempre un atteggiamento molto riservato rispetto alle domande sulla sua vita ai tempi della seconda guerra mondiale, negando di avere mai svolto ruoli di combattimento: in un'intervista del 1998 confermò di avere prestato servizio in Russia, ma sostenne di averlo assolto come geniere in unità operative dedite alla costruzione di strade, per poi essere addestrato e diventare infermiere di compagnia.
Tuttavia si scoprì che Tappert era anche un collezionista di cimeli nazisti e che aveva anche partecipato ad incontri di ex camerati.
A conflitto concluso, nel 1945, venne internato come prigioniero di guerra a Seehausen, dopodiché lavorò per qualche tempo come bracciante nei campi coltivati per una famiglia di Packebusch.
Tornato cittadino libero, si trasferì a Gräfelfing (nelle vicinanze di Monaco di Baviera); egli era solito alternare tale residenza con periodi di soggiorno presso una riserva di caccia e pesca (attività di cui lui era molto appassionato) che aveva ricevuto in regalo in Norvegia. Si sposò per tre volte, da ultimo nel 1957 con Ursula Pistor: Tappert ha avuto tre figli dai suoi primi due matrimoni, la figlia Karin e i figli Ralph e Gary.
Tappert, malato di diabete, morì il 13 dicembre 2008 a 85 anni in una clinica di Planegg; è stato poi sepolto nel cimitero di Gräfelfing.

## Carriera

### Teatro
La carriera di attore di Horst Tappert nacque per caso. Di ritorno dalla prigionia di guerra, si presentò per un posto di contabile presso il Teatro dell'Altmark di Stendal (Sassonia-Anhalt), appena aperto. Finì per fare un colloquio con il direttore artistico che lo convinse a intraprendere la carriera di attore. Nella sua prima pièce teatrale interpretò il ruolo principale del dottor Striebel nella commedia Flitterwochen di Paul Helwig. Dal 1946 cominciò a prendere lezioni di recitazione da Paul Rose, sotto la cui egida raccolse le prime esperienze a Köthen e al Landestheater Württemberg-Hohenzollern. Nel 1947 Tappert lavorò anche a Tubinga per la compagnia teatrale Interessengemeinschaft Freilichtspiele cofondata da Elisabeth Noelle-Neumann. In seguito recitò al teatro cittadino di Gottinga (1949–1950), allo Staatstheater di Kassel (1950–1951) e al teatro di Bonn (1951–1953), poi alla Städtische Bühnen di Wuppertal e infine nel 1956 alla Münchner Kammerspiele. Dal 1967 Tappert lavorò come attore indipendente.

### Cinema e televisione
La carriera cinematografica di Tappert ebbe inizio alla fine degli anni Cinquanta. Dopo i film La famiglia Trapp in America (1958) e Der Engel, der seine Harfe versetzte (1959), già nel 1961 Tappert interpretò il ruolo di un detective (d'albergo) in Zu viele Köche (1961). Successivamente recitò la parte di un vicario nella serie TV in sei puntate Das Halstuch (1962), una produzione di grande successo di Durbridge, e nello stesso anno interpretò anche il ruolo del truffatore accanto a Heinz Rühmann in Er kann's nicht lassen. Nel 1966 cominciò il suo vero ingresso nel mondo della televisione con la serie poliziesca in tre parti Die Gentlemen bitten zur Kasse, in cui interpretava il ruolo del rapinatore Michael Donegan. Nel 1966 Tappert era ancora dalla parte del male nel film di Jerry Cotton, Die Rechnung – eiskalt serviert.
Nel 1968 anche Tappert cavalcò l'onda del successo degli adattamenti cinematografici e televisivi dei romanzi di Edgar Wallace, prima in Der Hund von Blackwood Castle passando poi nello stesso anno dalla parte del cattivo a quella dell'ispettore Perkins di Scotland Yard in Der Gorilla von Soho e ancora in Der Mann mit dem Glasauge (1969). Tappert recitò anche nella prima serie poliziesca della ZDF, Das Kriminalmuseum (1968). Nel 1970 Tappert vestì ancora il ruolo di un ispettore di polizia, il commissario Perrak nell'omonima serie Perrak. Nel 1971 Tappert recitò nel film per la televisione Yester – der Name stimmt doch?, il cui titolo rimandava alla celebre serie televisiva del 1967 Graf Yoster gibt sich die Ehre, ma che fu girato sulla base di un romanzo giallo americano.

Nel 1972 Tappert riportò in vita il suo personaggio della serie Die Gentlemen bitten zur Kasse in una mini-serie da due episodi chiamata Hoopers letzte Jagd: il suo personaggio ora si chiamava Michael Richardson ma era fondamentalmente lo stesso gangster che interpretava nella serie del 1966.

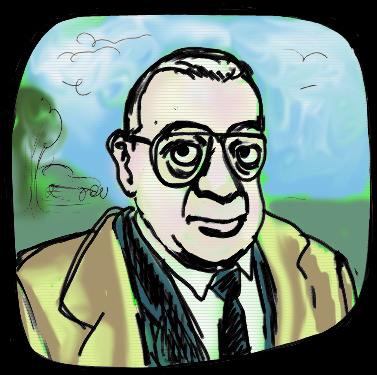
Horst Tappert in una caricatura dell'ispettore Derrick

#### Derrick
Quando il produttore Helmut Ringelmann cominciò a programmare una nuova serie poliziesca, si ricordò di Tappert. L'autore Herbert Reinecker lavorò per creare il successore della serie poliziesca di maggior successo, Der Kommissar, nella quale peraltro Tappert era già apparso in due episodi, nel 1970 e nel 1973. La nuova serie prese il nome de L'ispettore Derrick e doveva dare vita a un nuovo genere di criminalista. A Tappert fu dato il ruolo del protagonista, l'ispettore capo Stephan Derrick, affiancato dall'assistente Harry Klein (proveniente direttamente dalla serie Der Kommissar e interpretato, come nella precedente serie, da Fritz Wepper). Dal 1973 al 1998 furono girati 281 episodi, il cui successo varcò i confini nazionali per essere distribuito in oltre centoventi Paesi.
Grazie ai suoi modi gentili, pacati e al suo lato fortemente umano ha incarnato un nuovo genere di ispettore di polizia, divenuto un'icona per tutti i suoi appassionati. L'ispettore, che Tappert definì il Don Chisciotte della TV, è il personaggio tedesco più conosciuto e apprezzato nel mondo. Nel 2004 è stata anche trasposta in un lungometraggio d'animazione, Derrick – Die Pflicht ruft, in cui Tappert tornò a vestire i panni di Stephan Derrick per doppiare il suo personaggio.
Grazie a Derrick, Horst Tappert è stato il primo attore tedesco ad avere avuto fan club all'estero, con circoli di appassionati in Italia, Paesi Bassi e Francia. Tappert, che ha interpretato Derrick per quasi un quarto di secolo (1974-1998), ha recitato in nuovi episodi fino all'età di 75 anni, età che si era auto-imposto come limite alla sua carriera d'attore. Si è però ritirato definitivamente dalle scene nel 2003 subito dopo la presentazione del suo ultimo film per la TV, Herz ohne Krone, co-prodotto da Rai e ZDF e ancora inedito in Italia.
Nel 2004 è tornato a doppiare il suo personaggio nel film d'animazione Derrick - Die Pflicht ruft!.

### Radio
Dalla metà degli anni cinquanta Tappert fu attivo anche come attore radiofonico: recitò in oltre 100 radiodrammi dei generi più disparati, in gran parte in ruoli da protagonista o co-protagonista. Per esempio nel 1962 interpretò il dottor Gauge nello sceneggiato radiofonico Terra Incognita, un esperto che con il suo collega, l'ispettore Adams (Heinz Schimmelpfennig) andava a caccia di strane creature che vivevano nelle viscere della terra con l'obiettivo di annientare l'umanità.
Già nel 1960 aveva interpretato il ruolo principale in La leggenda del santo bevitore, mentre nel 1968 lo si poté ascoltare nell'adattamento radiofonico di L'opera da tre soldi nella parte di Mackie Messer. Tappert recitò anche nell'unico adattamento radiofonico di Paul Temple, Paul Temple und der Conrad-Fall (1959) per la Bayerischer Rundfunk.
Dopo l'inizio di L'ispettore Derrick le apparizioni radiofoniche di Tappert divennero molto più rare. Nel 1976 interpretò proprio Derrick nel radiodramma Der Fall der Kommissare. In questa storia comparivano altri ispettori tedeschi e stranieri che venivano doppiati rispettivamente dagli attori originali e dai doppiatori originali.

## Vita privata
Dopo avere divorziato per due volte, dal 1957 viveva poco fuori Monaco, a Gräfelfing, con la terza moglie. Ha avuto tre figli.
Possedeva anche una casa in Norvegia, sull'isola di Hamarøy, costruita su un terreno oltre il circolo polare artico donatogli dal sindaco. L'attore vi si recava per due mesi l'anno, godendo la solitudine e il silenzio dei ghiacci.
Anche l'Italia era meta delle sue vacanze: soggiornava saltuariamente nella propria casa di Lignano Riviera, frazione di Lignano Sabbiadoro (Udine), nonché nella propria casa in Sardegna, a Tanaunella, piccola frazione del comune di Budoni, meta turistica estiva.
Nel 1995 destò sconcerto una sua apparizione televisiva per un appello indirizzato a uno dei suoi figli, Gary, affinché si costituisse in quanto resosi irreperibile per una denuncia di insolvenza.
Il presidente della Repubblica Federale Tedesca Roman Herzog gli ha conferito, nel 1997, la Croce al Merito.

## Filmografia

### Cinema
- Frauenarzt Dr. Prätorius, regia di Karl Peter Gillmann e Curt Goetz (1950) - non accreditato
- La famiglia Trapp in America (Die Trapp-Familie in Amerika), regia di Wolfgang Liebeneiner (1958)
- Finalmente l'alba (Wir Wunderkinder), regia di Kurt Hoffmann (1958)
- Le armi e l'uomo (Helden), regia di Franz Peter Wirth (1958)
- Der Engel, der seine Harfe versetzte, regia di Kurt Hoffmann (1959)
- Jacqueline, regia di Wolfgang Liebeneiner (1959)
- Das schöne Abenteuer, regia di Kurt Hoffmann (1959)
- Er kanns nicht lassen, regia di Axel von Ambesser (1962)
- Schneewittchen und die sieben Gaukler, regia di Kurt Hoffmann (1962)
- Zwei Whisky und ein Sofa, regia di Günter Gräwert (1963)
- I criminali della banda Dillinger (Die Rechnung - eiskalt serviert), regia di Helmuth Ashley (1966)
- Layton... bambole e karatè (Carré de dames pour un as), regia di Jacques Poitrenaud (1966) - non accreditato
- Die große Postraub, regia di John Olden e Claus Peter Witt (1967)
- Nudisti all'isola di Sylt (Heißer Sand auf Sylt), regia di Jerzy Macc (1968)
- Giallo cobra (Der Hund von Blackwood Castle), regia di Alfred Vohrer (1968)
- Il gorilla di Soho (Der Gorilla von Soho), regia di Alfred Vohrer (1968)
- L'uomo dall'occhio di vetro (Der Mann mit dem Glasauge), regia di Alfred Vohrer (1969)
- 7 giorni di terrore (Sieben Tage Frist), regia di Alfred Vohrer (1969)
- Il cigno dagli artigli di fuoco (Inspektor Perrak greift ein), regia di Alfred Vohrer (1970)
- Sie tötete in Ekstase, regia di Jesús Franco (1970)
- Una Venere senza nome per l'ispettore Forrester (Der Teufel kam aus Akasava), regia di Jesús Franco (1971)
- Nessuna pietà: uccidetelo! (Und Jimmy ging zum Regenbogen), regia di Alfred Vohrer (1971)
- Resta pura amore mio (Bleib sauber, Liebling), regia di Rolf Thiele (1971)
- Der Kapitän, regia di Kurt Hoffmann (1971)
- Allarme a Scotland Yard: 6 omicidi senza assassino! (Der Todesrächer von Soho), regia di Jesús Franco (1971)
- Auch ich war nur ein mittelmäßiger Schüler, regia di Werner Jacobs (1974)

### Televisione
- Die Tochter des Brunnenmachers, regia di Wilm ten Haaf – film TV (1956)
- Soledad, regia di Wilm ten Haaf – film TV (1957)
- Die Alkestiade, regia di Hans Schweikart – film TV (1958)
- Schwester Bonaventura, regia di Wilm ten Haaf – film TV (1958)
- Der öffentliche Ankläger, regia di Kurt Wilhelm – film TV (1958)
- Die abwerbung, regia di Rolf Hädrich – film TV (1958)
- Ruf ohne Echo, regia di Rainer Wolffhardt – film TV (1959)
- Spanische Legende, regia di Imo Moszkowicz – film TV (1959)
- So ist es - ist es so?, regia di Hans-Reinhard Müller – film TV (1960)
- Einladung ins Schloß, regia di Klaus Wagner – film TV (1961)
- Zu viele Köche – serie TV, cinque episodi (1961)
- Ein schöner Tag, regia di Walter Henn – film TV (1961)
- Küß mich Kätchen, regia di Imo Moszkowicz – film TV (1961)
- Nora, regia di Michael Kehlmann – film TV (1961)
- Amphitryon, regia di August Everding – film TV (1961)
- Das Halstuch – miniserie TV (1962)
- Der Abstecher, regia di Günter Gräwert – film TV (1962)
- Die Rache, regia di Rainer Erler (1962)
- Heiraten ist immer ein Risiko, regia di Wilm ten Haaf – film TV (1963)
- Dr. Joanna Marlowe, regia di Wilm ten Haaf – film TV (1963)
- Das tödliche Patent, regia di Georg Marischka – film TV (1963)
- Leonce und Lena, regia di Fritz Kortner – film TV (1963)
- Der Mann mit dem Zylinder, regia di Eberhard Itzenplitz – film TV (1964)
- Elektra, regia di Oswald Döpke – film TV (1964)
- Der Aussichtsturm, regia di Wilm ten Haaf – film TV (1964)
- Der trojanische Krieg findet nicht statt, regia di Franz Josef Wild – film TV (1964)
- Sechs Personen suchen einen Autor, regia di Eberhard Itzenplitz – film TV (1964)
- Die Reise, regia di Günter Gräwert – film TV (1965)
- Judith, regia di Oswald Döpke – film TV (1965)
- Tatort, regia di Rudolf Jugert – film TV (1965)
- Der Spielverderber - Das kurze, verstörte Leben des Kaspar Hauser, regia di Edward Rothe – film TV (1965)
- Eine reine Haut, regia di Rainer Wolffhardt – film TV (1965)
- L'assalto al treno Glasgow Londra (Die Gentlemen bitten zur Kasse) – serie TV, episodi 1x01-1x02-1x03 (1966)
- Ein Tag in Paris, regia di Georg Wildhagen – film TV (1966)
- Der Kinderdieb, regia di Gert Westphal – film TV (1966)
- Das ganz große Ding, regia di Erich Neureuther – film TV (1966)
- Der Mann aus Melbourne, regia di Wilm ten Haaf – film TV (1966)
- Auf der Lesebühne der Literarischen Illustrierten – serie TV (1966)
- Ein Riß im Eis, regia di Günter Gräwert – film TV (1967)
- Liebe für Liebe, regia di Hans Schweikart e Paul Verhoeven – film TV (1967)
- Der Panamaskandal, regia di Paul Verhoeven – film TV (1967)
- Die Kollektion, regia di Rainer Geis – film TV (1967)
- Ist er gut? - Ist er böse?, regia di Wolfgang Glück – film TV (1967)
- Heinrich IV., regia di Thomas Engel – film TV (1967)
- Das Kriminalmuseum – serie TV, episodi 6x02 (1968)
- Hinter den Wänden, regia di Claus Landsittel – film TV (1968)
- Das schönste Fest der Welt, regia di Thomas Fantl – film TV (1969)
- Seltsames Zwischenspiel, regia di Oswald Döpke – film TV (1969)
- Interview mit der Geschichte – serie TV, episodi 1x14 (1969)
- Transplantation, regia di Rolf Busch – film TV (1969)
- August der Starke - Ein ganzes Volk nennt ihn Papa, regia di Korbinian Köberle – film TV (1970)
- Industrielandschaft mit Einzelhändlern, regia di Egon Monk – film TV (1970)
- Yester - der Name stimmt doch?, regia di Karl-Heinz Bieber – film TV (1971)
- Männer aus zweiter Hand, regia di Karl-Heinz Bieber – film TV (1971)
- Hoopers letzte Jagd – miniserie TV (1972)
- Blüten der Gesellschaft, regia di Werner Schlechte – film TV (1972)
- Eine Frau bleibt eine Frau – serie TV, episodi 1x01 (1972)
- Der Kommissar – serie TV, episodi 2x07-5x06 (1970-1973)
- Gabriel, regia di Thomas Fantl – film TV (1973)
- Wenn Annemarie ins Wasser geht - Die seltsamen Erlebnisse, Erinnerungen und Phantasien des Herrn T., regia di Gerhard Schmidt (1973)
- Fall nicht in den Schwanensee, regia di Arno Assmann – film TV (1973)
- Plus minus null, regia di Franz Peter Wirth (1974)
- Unsere kleine Welt, regia di Alfred Weidenmann – film TV (1978)
- RTL Samstag Nacht – serie TV, episodi 5x08 (1997)
- L'ispettore Derrick (Derrick) – serie TV, 281 episodi (1974-1998)
- Il cardinale (Der Kardinal - Der Preis der Liebe), regia di Berthold Mittermayr – film TV (2000)
- Herz ohne Krone, regia di Peter Patzak – film TV (2003)

## Teatro
1951-1953
- Cabala e Amore
- La dodicesima notte
- Il malato immaginario

1953-1956
- Aspettando Godot
- Die Ratten

1956-1967
- Leonce e Lena
- Minna Von Barnhelm

1979
- Spiegel

1993
- Die zwolf Geschworenen

## Riconoscimenti artistici
Tutti conseguiti per la serie tv L'Ispettore Derrick
- 1979, Vincitore, Goldener Bambi
- 1980, Decorato come Detective Honorario in Germania
- 1980, Vincitore, Goldene Superkamera
- 1981, Vincitore, Super Camera d'Oro
- 1983, Vincitore, ETMA Award
- 1984, Vincitore, Camera d'Oro (Goldene Kamera), Austria
- 1985, Vincitore, Ercole d'Oro
- 1985, Vincitore, Premio Capo Circeo, per l'amicizia tra Italia e Germania
- 1986, Vincitore, Telegatto, Categoria TV Tedesca
- 1987, Vincitore, Telegatto, Categoria TV Tedesca
- 1988, Ordine di Merito della Repubblica Federale Tedesca
- 1990, Vincitore, Telegatto, Categoria Migliore Telefilm Straniero
- 1993, Noto, Cittadino Onorario di Norvegia
- 1993, Vincitore, Premio Flaiano di Televisione e Radio, Premio alla Carriera
- 1995, Vincitore, Maschera d'argento
- 1997, Croce al Merito della Repubblica Federale di Germania
- 1997, Vincitore, Tulipano d'Argento in Norvegia, Categoria Miglior Serie Tv
- 1997, Vincitore, Premio Barocco di Gallipoli, Categoria Miglior Serie Tv
- 1997, Vincitore, Premio regia, Categoria Miglior Attore
- 1999, Vincitore, Telegatto, Categoria Migliore Telefilm Straniero
- 2003, Vincitore, Bayerische Fernsehpreis (Premio Televisivo Bavarese), Sonderpreis (Premio Speciale)

## Doppiatori italiani
Nelle versioni in italiano delle opere in cui ha recitato, Horst Tappert è stato doppiato da:
- Bruno Alessandro ne L'ispettore Derrick,[21]  Il Cardinale - Il prezzo dell'amore
- Elio Zamuto ne L'ispettore Derrick (st. 6)[21]